# Sei sonate per organo op. 65 (Mendelssohn)

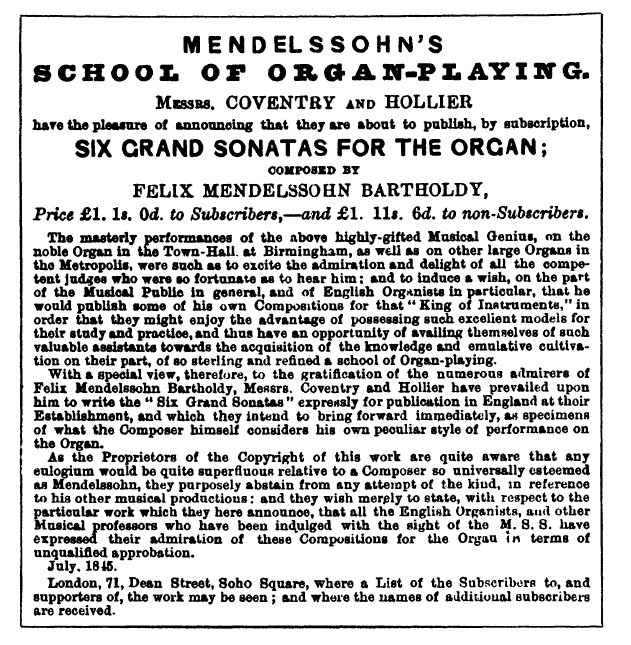
Pubblicità delle sonate per organo di Mendelssohn su Music World del 24 luglio 1845

Le sei sonate per organo op. 65 di Felix Mendelssohn (MWV W 56–61) furono pubblicate nel 1845. Sono la punta di diamante delle opere per organo di Mendelssohn e, come l'opera organistica di Johann Sebastian Bach, fanno parte dei classici imprescindibili della letteratura organistica.

## Genesi
Mendelssohn, celebrato organista, durante i suoi sette soggiorni in Inghilterra diede una serie di concerti d'organo che radunarono un discreto pubblico, fra cui uno, nel 1842, al quale fu presente anche la giovane regina Vittoria con il principe consorte nella chiesa di Christ Church a Londra. Questi concerti prevedevano spesso improvvisazioni, per le quali Mendelssohn era famoso, e così fu nel 1842 a Londra e a Oxford. In un articolo della rivista Musical World (1838) l'organista britannico Henry Gauntlett scrisse:

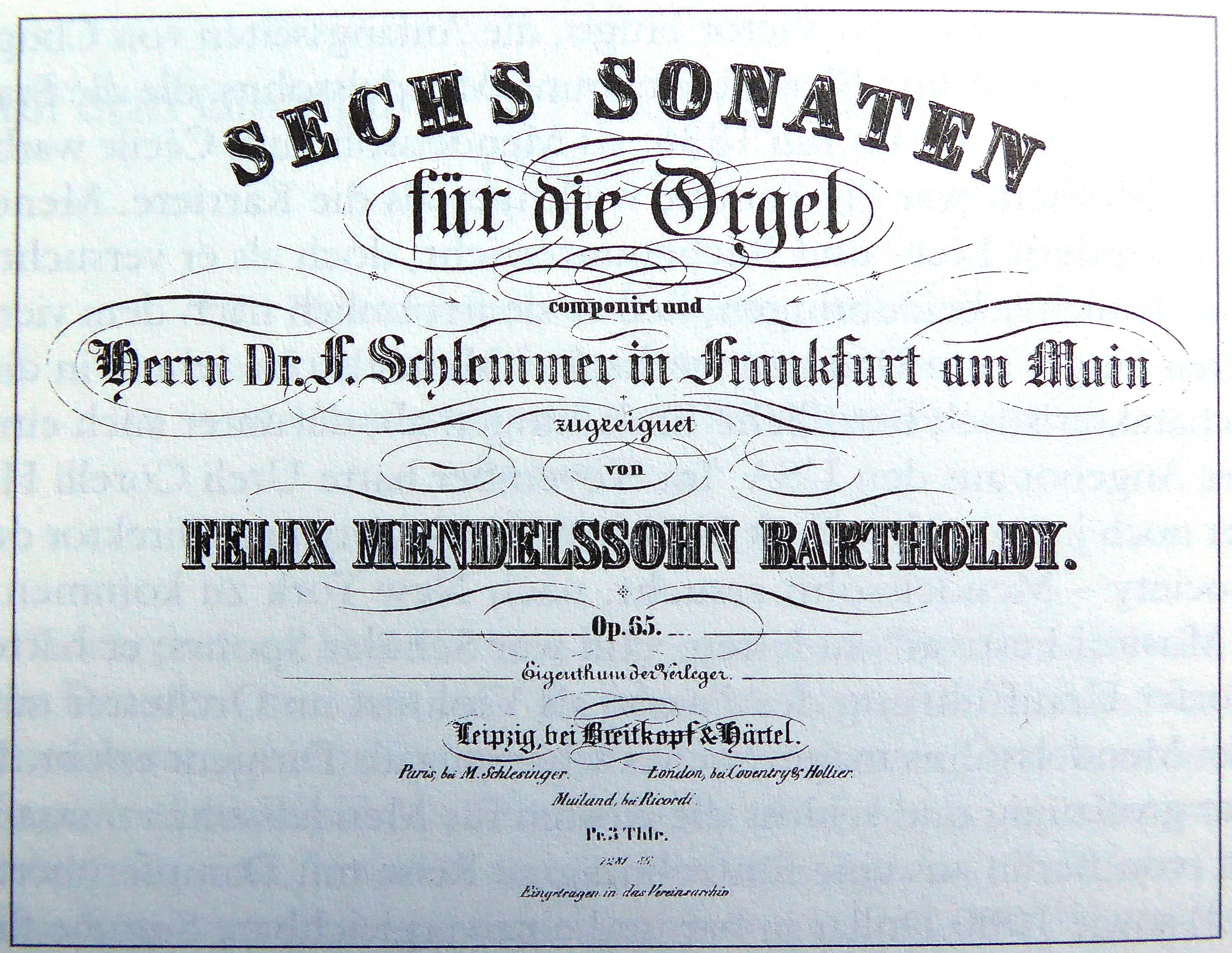
Titolo della prima edizione delle sonate op. 65 pubblicate da Breitkopf & Härtel, 1845

Queste qualità sono evidenti nelle sonate per organo. Già nel 1841 Mendelssohn annunciò al suo editore tedesco Breitkopf & Härtel 12 studi per organo, che divennero in seguito più ampi. Furono poi commissionati a Mendelssohn da Coventry and Hollier, il suo editore inglese, nel 1844 come voluntary, nome di un tipo di pezzi di carattere fantastico. Coventry commissionò a Mendelssohn anche un'edizione dell'Orgelbüchlein di Johann Sebastian Bach. Mendelssohn si concentrò nella composizione di questi pezzi nel 1845 a Francoforte. Per formare un ciclo coerente utilizzò pezzi già pronti, ne compose di nuovi e ne scartò altri dopo le prime riflessioni. 
Mendelssohn nei suoi ragionamenti fu indeciso fra "una scuola d'organo", "sonate per organo" e "studi". Infine decise di raccogliere 24 pezzi più piccoli, composti in vari stili, in sei sonate. Il lavoro concettuale si concluse il 2 aprile 1845 con il fugato finale della quarta sonata, ne perfezionò alcune parti e preparò l'edizione internazionale per quattro editori. Il 10 aprile 1845 descrisse al suo editore tedesco Breitkopf & Härtel di Lipsia la nuova opera come una raccolta di pezzi "nella quale ho cercato di mettere su carta il mio modo di trattare e di pensare l'organo".
La prima edizione delle sonate uscì il 15 settembre 1845. Dall'agosto 1844 fino al maggio 1845 ci fu uno scambio epistolare fra Mendelssohn e Coventry. Mendelssohn suggerì di affidare a Gauntlett la revisione finale, compito che si rivelò oneroso, ma fu probabilmente svolta da Vincent Novello. L'editore inglese presentò inizialmente l'opera come Mendelssohn’s School of Organ-Playing, ma Mendelssohn respinse questo titolo. 190 sottoscrittori ebbero un ricavo di 199 sterline, delle quali Mendelssohn ne ricevette 60.
Mendelssohn fu il primo compositore di livello internazionale che, dopo Bach, si confrontò seriamente con l'organo. Le sonate furono pubblicate otto anni dopo i tre preludi e fuga op. 37, alla fine della vita compositiva di Mendelssohn, nel momento di massima fama e trionfo. Mendelssohn segnò per primo la separazione fra musica per pianoforte e musica per organo nel genere della sonata, ed è dunque considerato il fondatore della sonata per organo romantica. Nel primo decennio dopo la pubblicazione delle sonate per organo di Mendelssohn apparvero altre 15 sonate di vari autori, nella seconda decade 13 e dal 1865 al 1901 addirittura 158.

## Forma
Come risposta alla commissione, Mendelssohn progettò inizialmente sette voluntary individuali, ma decise poi di ampliarli e raggrupparli in sei sonate. La forma non corrisponde a quella della sonata classica, con un tema principale in forma sonata. Gotthold Frotscher vide nelle sei sonate un "accostamento di diversi temi e pezzi caratteristici senza un'effettiva relazione interna". La constatazione di una "evidente incoerenza" secondo Andreas Schröder non rende giustizia ai pezzi. L'apparente difformità stilistica delle sonate per organo corrisponde al concetto romantico, è proprio il principio caratteristico della sonata romantica. 
Si può piuttosto riconoscere una ciclicità tra forme strutturate (sonate 1, 2, 4) e forme libere (sonate 3, 5, 6). Le sonate cicliche non si devono però intendere nel modo classico, perché qui anche il (classico) tema principale della sonata non appare costantemente. Nessuna delle sonate è simile a un'altra. Caratteristica è la loro libertà, nessuno schema. I pezzi, messi insieme come in un collage, contengono suggestioni dal passato della letteratura organistica e permettono a Mendelssohn di presentare uno stile proprio accanto ai modelli del passato. In questo modo le sonate per organo rappresentano l'espressione del superamento di un'imitazione acritica degli stili storici, se si vuole davvero rendere loro giustizia.

## La musica
Le sonate contengono melodie di corali: nel primo movimento della sonata n. 1 (fa minore) Mendelssohn cita Was mein Gott will, das g’scheh allzeit. Nel primo movimento della sonata n. 3 (la maggiore) nella battuta 40 entra un cantus firmus con l'indicazione Ped. Choral, Aus tiefer Not. La sesta sonata (re minore) è basata sul corale Vater unser im  Himmelreich, variato per le 190 battute del movimento più lungo di tutta la raccolta. La sonata n. 2 contiene come secondo o terzo movimento, Allegro maestoso, un gioioso preludio omofono in do maggiore, che Mendelssohn scrisse come Nachspiel D-Dur a Roma nel 1831. La parte introduttiva della terza sonata è verosimilmente una rielaborazione del pezzo d'ingresso che Mendelssohn scrisse nel 1829 per le nozze della sorella Fanny.
Il finale della prima sonata mostra un carattere spiccatamente virtuosistico in forma di fantasia, con arpeggi a tutta tastiera. Più avanti, il primo movimento della quarta sonata e in particolare le variazioni della sesta sonata hanno uno spirito improvvisativo. Accordi erompono dalla melodia del corale ripetuta continuamente, che appare in modo casuale al pedale, nella voce di mezzo e in quella superiore. I movimenti lenti della seconda e della quarta sonata hanno uno spiccato carattere di Lied. Tutte le sonate tranne la quinta contengono parti fugate o vere e proprie fughe, dando alla composizione un caratteristico sapore bachiano; essa è inoltre inframmezzata da elementi in stile contemporaneo di spontanea sensibilità e libertà formale.
Alcune parti della seconda sonata furono composte già nel 1831; la quarta risale al 1845 e fu l'ultima a essere scritta.
Melodia del corale Vater unser im Himmelreich dal Gesangbuch di Valentin Schumann, 1539:
Le sei sonate sono:
- n. 1 in fa minore (Allegro – Adagio – Andante recitativo – Allegro assai vivace) (comp. 1844)
- n. 2 in do minore (Grave – Adagio – Allegro maestoso e vivace – Fuga: Allegro moderato) (comp. 1831/39/44)
- n. 3 in la maggiore (basata sul corale Aus tiefer Not schrei ich zu dir) (Con moto maestoso – Andante tranquillo) (comp. 1844)
- n. 4 in si♭ maggiore (Allegro con brio – Andante religioso – Allegretto – Allegro maestoso) (comp. 1845)
- n. 5 in re maggiore (Andante – Andante con moto – Allegro) (comp. 1845)
- n. 6 in re minore (basata sul corale Vater unser im Himmelreich) (Corale e variazioni: Andante sostenuto – Allegro molto – Fuga – Finale: Andante) (comp. 1845)[14]

## Esecuzioni

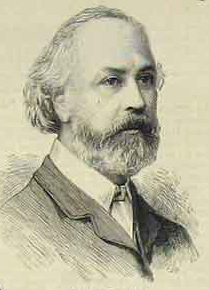
Edmund Chipp fu forse il primo esecutore delle sonate per organo di Mendelssohn.

Mendelssohn si rifiutò di suonare le proprie sonate al Birmingham Triennial Music Festival nel 1846. Da Lipsia scrisse al suo amico Ignaz Moscheles che il tocco delle tastiere dell'organo di Birmingham durante la sua ultima visita gli era sembrato tanto duro che non se la sentiva di suonare in pubblico quello strumento. Se l'organo nel frattempo fosse stato meccanicamente migliorato, sarebbe invece stato felice di suonarci le proprie sonate.
La prima esecuzione pubblica in Gran Bretagna di una delle sonate fu probabilmente quella di Edmund Thomas Chipp nel 1846. Nel 1848 egli suonò tutte le sei sonate a memoria. Sebbene i critici musicali avessero espresso buoni giudizi sulla musica e avessero fatto riferimento allo stile improvvisativo di Mendelssohn, questi non eseguì mai le proprie sonate in pubblico, né in Inghilterra, né altrove. Le suonò invece in privato nella chiesa di Santa Caterina di Francoforte per il critico musicale inglese William Smith Rockstro durante la sua visita ad Amburgo nel 1845 e in una lettera alla sorella Fanny del 1845 scrisse che le avrebbe suonate per lei. Rockstro si ricordò del "meraviglioso e delicato staccato" al pedale di Mendelssohn.

## Lo strumento
Il cambiamento nel modo di intendere la composizione per l'organo, il modo di suonarlo e la sua costruzione dalla metà del XVIII secolo portò tendenzialmente a strumenti sempre più grandi, specialmente in Inghilterra, dove in precedenza si trovavano solo pochi strumenti con pedaliera completa. L'organo veniva utilizzato primariamente per le funzioni religiose e, con la crescente importanza del gusto per la caratterizzazione locale, apparve sempre più spesso anche nei concerti per la borghesia e nell'opera. Per la prima volta in questo periodo le nuove sale da concerto furono dotate di un organo che non aveva alcun significato liturgico. Il suo compito era inizialmente quello di suonare insieme al coro e all'orchestra nei grandi oratori romantici, si pensi ad esempio alla parte dell'organo nel Paulus op. 36 di Mendelssohn. La maggior parte degli strumenti costruiti nella prima metà del XIX secolo seguiva come in precedenza i principi dell'organaria classica (meccanica e somiere a tiro) e le sue caratteristiche peculiari.
Uno degli argomenti preferiti degli ideatori della cosiddetta Orgelbewegung all'inizio del XX secolo, cioè la "decadenza nella costruzione degli organi", si fondava sulla completa ignoranza della situazione effettiva, quando invece è l'esatto contrario che si può constatare.
Cambiamenti nelle caratteristiche si ebbero inizialmente nei corpi diversi dal grand'organo. Mentre il grand'organo e il pedale difficilmente si allontanavano dalle tradizioni regionali del Barocco, negli altri corpi (positivo, Oberwerk, Unterwerk) furono aggiunti due o tre registri di 8' come il Flauto amabile, per permettere una maggiore differenziazione nei colori del piano e del mezzoforte. Ciò è necessario anche nelle sonate di Mendelssohn. Registri acuti dal 2' in su e registri misti al di fuori del cornetto sono ormai di scarsa utilità. In questo modo, in uno strumento con due tastiere la seconda diventa un'eco dinamicamente graduata della prima, come già era nella tradizione dell'organo barocco.
La prima sonata mostra un procedimento in cui il tema principale viene assegnato alla prima tastiera, mentre quello secondario è suonato sulla seconda. Molti degli strumenti che oggi possono essere considerati ideali per Mendelssohn si trovano in zone sperdute della Vestfalia, del Meclemburgo e della Sassonia. Buona parte degli organi nel XIX secoli nei Paesi Bassi soddisfano ugualmente queste caratteristiche. Le opere per organo di Mendelssohn si possono oggi ben eseguire anche su organi di tipo barocco o ispirati a questo stile con almeno due tastiere e circa venticinque registri.
Il cambiamento nell'ideale sonoro diventa evidente nelle sonate di Mendelssohn. Il trattamento dello strumento richiede già per un'interpretazione adeguata i tipici registri del cosiddetto organo romantico. Le sonate di Mendelssohn offrono in questo senso un contributo al cambiamento dell'ideale sonoro. L'osservazione delle corrette proporzioni nella costruzione delle canne portò a un incremento del volume sonoro nell'acuto. Siccome l'attenzione verso la polifonia era passata in secondo piano, questa preferenza per le parti acute corrispondeva all'ideale dell'epoca per la scrittura melodica omofonica; ciò si ritrova nelle sonate di Mendelsson. Un esempio tipico è il finale della prima sonata: qui il compositore fa affidamento sulle parti acute particolarmente presenti (melodia) mentre unisce le scale pianistiche della voce superiore con gli accordi spezzati nella tessitura media.
La differenziazione delle tastiere permette anche un effetto di crescendo nelle fughe. Le fughe iniziano piano sulla tastiera superiore e aumentano di intensità sulla tastiera inferiore. Mendelssohn utilizzò questo sistema nella terza sonata, dove nella fuga si trova scritto "Poco a poco più animato e più forte". Questo principio divenne il modello di tutte le sonate per organo dei compositori successivi. Questo modo di ottenere il crescendo (per aggiunta progressiva di registri) non deve però essere confuso con la cassa espressiva, il cui effetto è un crescendo fluido sugli stessi registri, degli organi successivi del XIX secolo.
I nomi dati da Mendelssohn ai pezzi non danno indicazioni sulla registrazione perché, come lui stesso annota, "i registri che hanno lo stesso nome non hanno sempre lo stesso effetto su tutti gli strumenti". Tuttavia egli accanto ai tempi metronomici dà indicazioni prettamente dinamiche di piano, forte e fortissimo. Nella prefazione della prima edizione di Breitkopf & Härtel l'autore spiega la dinamica piano come "vari registri dolci di 8'", forte come "organo pleno senza alcuni dei registri più forti", fortissimo come  "tutti i registri"

## Accoglienza
Le sonate riscossero molto successo nelle altre nazioni europee, poiché furono pubblicate contemporaneamente da Maurice Schlesinger (Parigi), Ricordi (Milano) e Breitkopf & Härtel (Lipsia). Robert Schumann espresse il suo apprezzamento in una lettera dell'ottobre 1845 a Mendelssohn: "ovunque lo sforzo in avanti [...] queste nuove forme, genuinamente poetiche, come si completano in ogni sonata per formare un quadro perfetto". In particolare lodò la quinta e la sesta sonata. Si può osservare che le sonate di Mendelssohn potrebbero aver stimolato Robert Schumann a scrivere le 6 fughe su B-A-C-H op. 60, e in seguito influenzato le sonate di Josef Gabriel Rheinberger.
L'opera fu presto valutata come un capolavoro. Le fu riconosciuto di aver dato nuovo impulso all'organo e di aver dato nuova vita alla ricca eredità storica dello strumento. Secondo Martin Weyer, con i mezzi tecnici delle sonate per organo Mendelssohn ha condotto la musica organistica fuori da uno "stato di completo abbandono" e ha gettato le basi per il superamento della voragine che la separava dagli altri generi musicali e che esisteva fin dal primo Classicismo. Victor Lukas sottolinea come la strada intrapresa da Mendelssohn nella sua musica per organo presenti "relitti ridenti in un'epoca ostile all'organo" fino a essere l'esemplare "anello di collegamento fra Barocco e Romanticismo".
Accanto alle opere di Johann Sebastian Bach le sonate di Mendelssohn fanno parte del repertorio stabile di molti organisti. A giugno 2016 esistono una dozzina di incisioni integrali.